# Chalcomitra rubescens
Chalcomitra rubescens е вид птица от семейство Нектарникови (Nectariniidae).